# Herb diecezji drohiczyńskiej

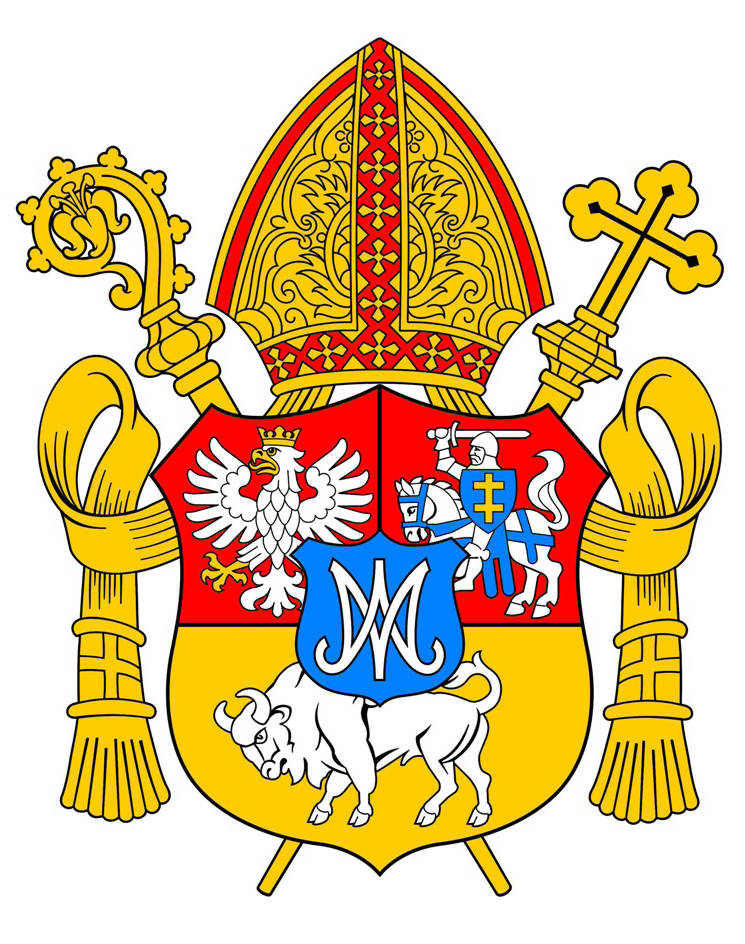
Herb diecezji drohiczyńskiej

Herb diecezji drohiczyńskiej – znak heraldyczny, którym posługuje się diecezja drohiczyńska.
Przedstawia tarczę dwudzielną w pas, u góry dwudzielną w słup. W polu górnym prawym, czerwonym, widnieje srebrny orzeł w złotej koronie, ze złotym dziobem, szponami i przepaską na skrzydłach. W polu górnym lewym, błękitnym, widnieje srebrny jeździec z mieczem w uniesionej dłoni, z krzyżem litewskim na czerwonej tarczy, dosiadający konia tejże barwy, nakrytego czerwonym czaprakiem.

W polu dolnym, złotym umieszczono srebrnego, stojącego żubra.

Pośrodku tarczy widnieje wizerunek Najświętszej Marii Panny Matki Kościoła, patronki diecezji drohiczyńskiej.
Diecezja posiada też flagę nadaną dekretem biskupa drohiczyńskiego Antoniego Dydycza 2 kwietnia 2009 roku.